# Musique bleue et verte
Musique bleue et verte – en anglais Blue and Green Music – est un tableau réalisé par Georgia O'Keeffe en 1919-1921. Cette huile sur toile est une tentative par la peintre américaine de représenter visuellement la musique, le résultat étant une forme organique exécutée en bleu, vert et blanc, et qui évoque le monde végétal. Don de l'artiste par le truchement de la collection privée d'Alfred Stieglitz, l'œuvre est conservée depuis 1969 à l'Art Institute of Chicago, à Chicago, dans l'Illinois.